# Kim Young-gwon
Dans ce nom coréen, le nom de famille, Kim, précède le nom personnel.
Kim Young-gwon (en coréen : 김영권), né le 27 février 1990 à Jeonju en Corée du Sud, est un footballeur international sud-coréen, qui évolue au poste de défenseur central.

## Biographie

### Carrière internationale
Avec les moins de 20 ans, il participe à la Coupe du monde des moins de 20 ans en 2009 qui se déroule en Égypte. Lors du mondial junior, il joue cinq rencontres, inscrivant un but contre les États-Unis. La Corée du Sud est éliminée en quart de finale par le Ghana.
Il fait ses débuts internationaux avec l'équipe A en 2010. Le 11 août 2010, il honore sa première sélection contre le Nigeria en amical. La rencontre se solde par une victoire de 2-1 des Sud-Coréens. 
Il ne fait pas partie des joueurs retenus pour disputer la Coupe d'Asie de 2011 qui se déroule au Qatar, il est écarté de la liste définitive de Cho Kwang-rae le 24 décembre 2010. Il fait partie de la liste des 18 joueurs sud-coréens sélectionnés pour disputer les Jeux olympiques d'été de 2012. Lors du tournoi olympique qui se déroule au Royaume-Uni, il dispute six rencontres. La Corée du Sud remporte la médaille de bronze.
Le 8 mai 2014, il fait partie de la liste des 23 joueurs sud-coréens sélectionnés pour disputer la Coupe du monde de 2014 qui se déroule au Brésil. Lors du mondial, il joue trois rencontres. Le 22 décembre 2014, il fait partie de la liste des 23 joueurs sud-coréens sélectionnés pour disputer la Coupe d'Asie de 2015 qui se déroule en Australie. Il dispute cinq rencontres dont la finale perdue face à l'Australie, et inscrit un but face à l'Irak.
Le 2 juin 2018, il fait partie de la liste des 23 joueurs sud-coréens sélectionnés pour disputer la Coupe du monde de 2018 qui se déroule en Russie. Lors du mondial, il joue trois rencontres, inscrivant un but face à l'Allemagne. La Corée du Sud se classe troisième de son groupe, devant l'Allemagne.
Le 12 novembre 2022, il est sélectionné par Paulo Bento pour participer à la Coupe du monde 2022.

## Palmarès

### En club
| FC Tokyo (1)                           | Guangzhou Evergrande (7) | Gamba Osaka                         | Ulsan HD (3)                                                                                               |
| -------------------------------------- | --- | ----------------------------------- | --- |
| - Coupe Suruga Bank - Vainqueur : 2010 | - Ligue des champions de l'AFC - Vainqueur : 2013 et 2015 - Championnat de Chine - Champion : 2012, 2013, 2014, 2015, 2016 et 2017 - Coupe de Chine - Vainqueur : 2012 - Finaliste : 2013 - Supercoupe de Chine - Vainqueur : 2016 - Finaliste : 2013 | - Coupe du Japon - Finaliste : 2021 | - Championnat de Corée du Sud : - Champion : 2022, 2023 et 2024 - Coupe de Corée du Sud - Finaliste : 2024 |

### En sélection
- Avec la  Corée du Sud
  - Finaliste de la Coupe d'Asie en 2015
  - Vainqueur de la Coupe d'Asie de l'Est en 2015
  - Médaillé de bronze aux Jeux olympiques d'été de 2012
  - Médaillé de bronze aux Jeux asiatiques de 2010

### Distinctions personnelles
- Nommé dans l'équipe type de la Chinese Super League en 2013, 2014, 2015 et 2016

## Statistiques

### Carrière
| Saison                | Club                  | Championnat           | Championnat | Championnat | Coupe(s) nationale(s) | Coupe(s) nationale(s) | Supercoupe | Supercoupe | Compétition(s) continentale(s) | Compétition(s) continentale(s) | Compétition(s) continentale(s) | Coupe du mondedes clubs | Coupe du mondedes clubs | Corée du Sud | Corée du Sud | Total | Total |
| Saison                | Club                  | Division              | M.          | B.          | M.                    | B.                    | M.         | B.         | Comp.                          | M.                             | B.                             | M.                      | B.                      | M.           | B.           | M.    | B.    |
| 2010                  | FC Tokyo              | J League              | 23          | 0           | 8                     | 1                     | -          | -          | CSB                            | 1                              | 0                              | -                       | -                       | 2            | 0            | 34    | 1     |
| Sous-total            | Sous-total            | Sous-total            | 23          | 0           | 8                     | 1                     | 0          | 0          | -                              | 1                              | 0                              | 0                       | 0                       | 2            | 0            | 34    | 1     |
| 2011                  | Omiya Ardija          | J League              | 27          | 0           | 2                     | 1                     | -          | -          | -                              | -                              | -                              | -                       | -                       | 5            | 1            | 34    | 2     |
| 2012                  | Omiya Ardija          | J League              | 13          | 0           | 3                     | 1                     | -          | -          | -                              | -                              | -                              | -                       | -                       | -            | -            | 16    | 1     |
| Sous-total            | Sous-total            | Sous-total            | 40          | 0           | 5                     | 2                     | 0          | 0          | -                              | 0                              | 0                              | 0                       | 0                       | 5            | 1            | 50    | 3     |
| 2012                  | Guangzhou Evergrande  | Chinese Super League  | 7           | 0           | 4                     | 0                     | -          | -          | LCA                            | 2                              | 0                              | -                       | -                       | 1            | 0            | 14    | 0     |
| 2013                  | Guangzhou Evergrande  | Chinese Super League  | 26          | 2           | 4                     | 0                     | 1          | 0          | LCA                            | 14                             | 0                              | 3                       | 0                       | 10           | 0            | 58    | 2     |
| 2014                  | Guangzhou Evergrande  | Chinese Super League  | 16          | 1           | -                     | -                     | 0          | 0          | LCA                            | 9                              | 0                              | -                       | -                       | 11           | 0            | 36    | 1     |
| 2015                  | Guangzhou Evergrande  | Chinese Super League  | 18          | 0           | -                     | -                     | 0          | 0          | LCA                            | 11                             | 0                              | 3                       | 0                       | 14           | 1            | 46    | 1     |
| 2016                  | Guangzhou Evergrande  | Chinese Super League  | 15          | 0           | 2                     | 0                     | 1          | 0          | LCA                            | 4                              | 0                              | -                       | -                       | 2            | 0            | 24    | 0     |
| 2017                  | Guangzhou Evergrande  | Chinese Super League  | 4           | 0           | 5                     | 0                     | 0          | 0          | LCA                            | 2                              | 0                              | -                       | -                       | 4            | 0            | 15    | 0     |
| 2018                  | Guangzhou Evergrande  | Chinese Super League  | 5           | 0           | -                     | -                     | 0          | 0          | LCA                            | 8                              | 0                              | -                       | -                       | 7            | 1            | 20    | 1     |
| Sous-total            | Sous-total            | Sous-total            | 91          | 3           | 15                    | 0                     | 2          | 0          | -                              | 50                             | 0                              | 6                       | 0                       | 49           | 2            | 213   | 5     |
| Total sur la carrière | Total sur la carrière | Total sur la carrière | 154         | 3           | 28                    | 3                     | 2          | 0          | -                              | 51                             | 0                              | 6                       | 0                       | 56           | 3            | 297   | 9     |

### Buts en sélection
Le tableau suivant liste tous les buts inscrits par Kim Young-gwon avec l'équipe de Corée du Sud.